# Vysílač Kamenná Horka
Televizní dokrývač Kamenná Horka se nachází nad obcí Kamenná Horka u Svitav ve výšce 630 m n. m. Uveden do provozu byl v roce 1989 a měří 96 m. Poblíž něj vede historická zemská hranice Čech a Moravy, vysílač se nachází na moravské straně.
Televizní vysílání probíhá v jednofrekvenční síti (SFN) s vysílačem Krásné na kanálech 26 (Multiplex 21), 28 (Multiplex 22), 34 (Multiplex 23), a to s horizontální polarizací a výkonem 100 W. Signálem dokrývá Svitavsko a okolí Moravské Třebové.
Od srpna 2012 do listopadu 2015 vysílala z multiplexu 3 tohoto vysílače východočeská televize V1.

## Vysílané stanice

### Televize
Přehled televizních multiplexů vysílaných z Kamenné Horky:
|        | Multiplex    | Kanál | Kmitočet | Výkon (ERP) | Polarizace   |
| ------ | ------------ | ----- | -------- | ----------- | ------------ |
| DVB-T2 | Multiplex 21 | 26    | 514 MHz  | 0,3 kW      | horizontální |
| DVB-T2 | Multiplex 22 | 28    | 530 MHz  | 0,3 kW      | horizontální |
| DVB-T2 | Multiplex 23 | 34    | 578 MHz  | 0,3 kW      | horizontální |

### Rozhlas
Přehled rozhlasových stanic vysílaných z Kamenné Horky:
|    | Stanice       | Kmitočet  | Výkon (ERP) | Polarizace |
| -- | ------------- | --------- | ----------- | ---------- |
| FM | ČRo Pardubice | 102,4 MHz | 1 kW        | vertikální |

Z Kamenné Horky je šířen i digitální rozhlas DAB+:
|      | Multiplex | region | Kanál | Kmitočet    | Výkon (ERP) | Polarizace |
| ---- | --------- | ------ | ----- | ----------- | ----------- | ---------- |
| DAB+ | ČRo DAB+  | Čechy  | 12C   | 227,360 MHz | 0,1 kW      | vertikální |

Kromě televizních a rozhlasových vysílačů jsou zde umístěny i základnové stanice (BTS) mobilních operátorů T-Mobile a Vodafone a další radiové spoje.

## Nejbližší vysílače
Nejbližší významné vysílače a vzdálenost k nim:
| Růžice kompasu | HK – Hoděšovice 65,9 km | Litický Chlum 43,3 km | Praděd 60,8 km | Růžice kompasu |
| Růžice kompasu | Krásné 60,5 km          | Sever                 |                | Růžice kompasu |
| Růžice kompasu | Krásné 60,5 km          | Západ · Východ        |                | Růžice kompasu |
| Růžice kompasu | Krásné 60,5 km          | Jih                   |                | Růžice kompasu |
| Růžice kompasu | Javořice 105,9 km       |                       | Kojál 44,7 km  | Růžice kompasu |